# Octávio Elísio
Octávio Elísio (Belo Horizonte, 27 de janeiro de 1940 – Belo Horizonte, 28 de março de 2022) foi um engenheiro, professor e político brasileiro. Exerceu o mandato de deputado federal constituinte em 1988 e deputado federal em 1997-1998.

## Biografia
Octávio Elísio, filho de Reinaldo Otávio Alves de Brito e de Elisa Machado Alves de Brito, formou-se no curso técnico de metalurgia da Escola Técnica de Mineração e Metalurgia de Ouro Preto (MG) em 1957, começando a faculdade de engenharia de minas e metalurgia da Universidade Federal de Ouro Preto (UFOP) no ano seguinte.
Técnico em Metalurgia pela Escola Técnica de Mineração e Metalurgia de Ouro preto em 1957, Octávio também formou-se em 1962 no curso de Engenharia de Minas e Metalurgia, pela UFOP, Ouro Preto, MG.
Entre 1963 e 1965, trabalhou como engenheiro e superintendente da Companhia de Ferro de Belo Horizonte. Ainda em 1965 se tornou diretor da Companhia Brasileira de Geologia.
Além disso, fez especialização em Engenharia Econômica na Universidade Católica, MG, em 1969; Análise e Administração de Projetos, Marketing e Análise de Risco, Arthur D. Little, Cambridge, Massachusetts, Estados Unidos, 1971-1972; Análise e Avaliação de Projetos Industriais no Banco Mundial, Washington, EUA, com visitas a indústrias no Japão, 1972. No exterior trabalhou no (BIRD).
Em 1975, Elísio entrou no curso Internacional de Economia Mineral da Universidade do Colorado. Em 1977 cursou Economia Mineral na Escola de Minas, Paris, França. No mesmo ano começou a lecionar como professor de Economia e Legislação Mineral da Universidade Federal de Minas Gerais (UFMG). Posteriormente, tornou-se professor de Tratamento de Minério na Escola de Minas de Ouro Preto e Presidente Interino da Fundação CETEC.
Desde março de 2017, Octávio Elísio também é presidente da empresa Água Vida Consultoria, fundada em 2009, que trabalha com a gestão e sustentabilidade de empreendimentos do setor público.
O ex-deputado foi casado com Vera Lúcia Ferreira Brito com quem teve 3 filhos. A esposa de Octávio veio a falecer em 1 de março de 2018, vítima de Câncer.

## Trajetória Política
Octávio Elísio iniciou sua carreira política atuando como secretário-adjunto de Ciência e Tecnologia do Estado de Minas Gerais entre os anos de 1977 e 1979. Em 1983, Octávio assume como secretário da educação de Minas Gerais, durante o governo de Tancredo Neves e Hélio Garcia, deixando o posto em 1986.
No final de 1986, Octávio se candidata pelo PMDB a uma cadeira na Assembleia Constituinte. Eleito, participa durante seu mandato da Comissão de Sistematização, Subcomissão da Educação, Cultura e Esportes, da Comissão da Família, da Educação, Cultura e Esportes, da Ciência e Tecnologia e da Comunicação.
Em 1989 se filiou ao PSDB e em 1991 voltou ao governo do estado de Minas Gerais como secretário de Ciência e Tecnologia e Meio Ambiente. Octávio candidatou-se a Câmara dos Deputados novamente em 1994, ganhando uma suplência assumindo em 1997, e deixando o cargo no ano seguinte.
Em 2004 passou a presidir o Instituto Estadual do Patrimônio Histórico e Artístico de Minas Gerais.

### Posicionamentos na Assembleia Constituinte
| Pauta                                                                                      | Votação |
| ------------------------------------------------------------------------------------------ | ------- |
| Limitação do direito de propriedade privada                                                | Sim     |
| Mandado de segurança coletivo                                                              | Sim     |
| Jornada semanal de 40 horas                                                                | Sim     |
| Turno ininterrupto de seis horas                                                           | Sim     |
| Soberania popular                                                                          | Sim     |
| Voto aos 16 anos                                                                           | Sim     |
| Nacionalização do subsolo                                                                  | Sim     |
| Limite de 12% para os juros reais                                                          | Sim     |
| Aviso prévio proporcional                                                                  | Sim     |
| Limitação dos encargos para a dívida externa                                               | Sim     |
| Criação de um fundo de apoio à reforma agrária e à desapropriação da propriedade produtiva | Sim     |
| Pena de morte                                                                              | Não     |
| Presidencialismo                                                                           | Não     |
| Estatização do sistema financeiro                                                          | Sim     |
| Anistia aos micro e pequenos empresários                                                   | Sim     |
| Legalização do jogo do bicho                                                               | Não     |
| Mandato de cinco anos para o presidente José Sarney                                        | Não     |